# Vitelije
Aulus Vitellius Germanicus(/ vɪˈtɛliəs /; latinski: [ˈau̯lʊs wɪˈtɛlːijʊs]; 6 ili 24. rujna 15 AD - 22. prosinca AD 69.) bio je rimski car osam mjeseci, od 16. travnja do 22. prosinca 69. Vitelije je proglašen carem nakon brzog nasljeđivanja prethodnih careva Galbe i Otona, u godini građanskog rata poznatoj kao Godina četiriju careva. Vitelij je prvi dodao počasni cognomen Germanicus svom imenu umjesto Cezara po pristupanju. Poput svog izravnog prethodnika fOtona i Vitellius je pokušao prikupiti javnu potporu svojoj stvari časteći i oponašajući Nerona koji je i dalje bio široko popularan u carstvu.
Njegov zahtjev za prijestoljem ubrzo su osporile legije smještene u istočnim provincijama, koje su umjesto toga proglasile svog zapovjednika Vespazijana carem. Uslijedio je rat koji je doveo do poraza Vitelija u Drugoj bitci kod Bedriacuma na sjeveru Italije. Jednom kad je shvatio da mu se podrška koleba, Vitelij se pripremio abdicirati u korist Vespazijana. To mu nisu dopustile njegove pristaše, što je rezultiralo brutalnom bitkom za Rim između Vitelijevih snaga i vojske Vespazijana. U Rimu su ga pogubili Vespazijanovi vojnici 22. prosinca 69.
| Prethodnik: | Rimski carevi | Nasljednik:            |
| Oton (69.)  | Rimski carevi | Vespazijan (69. - 79.) |